# Juan Ramón Rodríguez i Fernández
Juan Ramón Rodríguez i Fernández, més conegut com pel nom artístic de «JuanRa» i pel nom de guerra «Marc», és un músic i activista polític català, cantant de KOP entre 1998 i 2001 i des de 2007 fins a l'actualitat. Amb anterioritat, entre 1991 i 1998, fou el cantant de Speereth. El gener del 2000 fou detingut a Amsterdam i posat en llibertat condicial el 25 de juny a l'espera que l'Estat espanyol aportés proves de la seva culpabilitat per a ser extradit. Posteriorment, posat ja a disposició de les autoritats espanyoles, fou declarat culpable de col·laboració amb banda armada per l'Audiència Nacional, després que hagués passat informació de grups d'ultradreta a Euskadi Ta Askatasuna, condemna que complí entre 2002 i 2007.

## Discografia

### Amb Speereth[6]
- Venganza (maqueta, 1992)
- Algo Hay Ke Kemar!!! (1994)
- Resistir es vencer (1995)

### Amb KOP
- Ez Etsi (senzill)
- Internacionalista (1999)
- Ofensiva (2001)
- Acció Directa (2010)
- Som la fúria (2014)
- Radikal (2016)
- Revolta (2018)
- Per tots els focs que recordo (2020)[7]

### Col·laboracions
- «Quasi res porta el diari», d'Atupa (2016)
- «ACAB», de Pirat's Sound Sistema (2018)[8]